# نراد اصیل
نراد اصیل (نام علمی: Abies procera) نام یک گونه از سرده نراد است.